# فريدي جروب
فريدي جروب (بالإنجليزية: Freddie Grubb)‏ مواليد 27 مايو 1887 في سري، إنجلترا - الوفاة 6 مارس 1949، كان دراج إنجليزي في صنف سباق الدراجات على الطريق. سبق أن شارك في دورة الألعاب الأولمبية الصيفية عام 1912 وفاز بميدالية أولمبية.
في عام 1914 بعد أن تقاعد من سباق الدراجات الهوائية، قام بتأسيس مشروع تجاري للتصنيع بأسم (أف.آيتش جروب) في بريكستون، لندن.

## الميداليات
| الميدالية | المسابقة                       |
| --------- | ------------------------------ |
| فضية      | الألعاب الأولمبية الصيفية 1912 |
| فضية      | الألعاب الأولمبية الصيفية 1912 |

## روابط خارجية
- فريدي جروب على موقع أرشيف الدراجات (الإنجليزية)
- فريدي جروب على موقع أوليمبيديا (الإنجليزية)